# Спейсайд (Тринидад и Тобаго)
Спейсайд (англ. Speyside) — деревня на северо-востоке уорда Тобаго одноимённого острова в Тринидаде и Тобаго. Территориально находится в приходе Сент-Джон. Омывается заливом Тайрел. Напротив находятся острова Гоут и Малый Тобаго.

## География
Деревня со стороны суши окружена горным хребтом Мейн-Ридж. Местность вокруг холмистая, часть дорог очень крутые.
У берега находятся коралловые рифы, что делает деревню популярной среди любителей дайвинга и подводного плавания с маской и трубкой.
В 1,5 и 3 км от берега соответственно, находятся острова Гоут и Малый Тобаго.

## Население
По данным на 9 января 2011 года в деревне проживали 18 человек: мужчин — 11, женщин — 7.
На 15 мая 2000 года население составляло 16 человек.

## Инфраструктура
Деревню с остальной частью острова связывает шоссе Виндуорд Роуд (англ. Windward Road).
Есть причал, средняя школа, медицинский центр, гостиницы.

## Галерея
- Вид с берега на острова Гоут и Малый Тобаго
- Залив Батто близ деревни
- Вид на залив Тайрел и деревню
- Водяное колесо